# Leszek Pawłowicz
Leszek Jerzy Pawłowicz (ur. 10 kwietnia 1951 w Gdańsku) – polski ekonomista, wykładowca akademicki, wiceprezes zarządu Instytutu Badań nad Gospodarką Rynkową, w latach 2008–2013 prezes Rady Giełdy Papierów Wartościowych w Warszawie.

## Życiorys
Ukończył studia ekonomiczne na Uniwersytecie Gdańskim. Uzyskiwał następnie w zakresie nauk ekonomicznych stopnie doktora (w 1977) i doktora habilitowanego (w 1988). Od 1973 zawodowo związany z Uniwersytetem Gdańskim (Wydziałem Ekonomiki Produkcji i następnie Wydziałem Zarządzania). W 1993 objął stanowisko profesora nadzwyczajnego, a dziesięć lat później został funkcję kierownika Katedry Bankowości. Został też profesorem Powiślańskiej Szkoły Wyższej w Kwidzynie. W pracy naukowej zajmuje się problematyką bankowości i ekonomiki przedsiębiorstwa.
W 1990 został wiceprezesem zarządu Instytutu Badań nad Gospodarką Rynkową, a w 1992 dyrektorem wydzielonej w jego ramach Gdańskiej Akademii Bankowej. Wszedł w skład rad redakcyjnych i programowych branżowych czasopism (tj. "Finansowanie Nieruchomości", "Kwartalnik Nauk o Przedsiębiorstwie" i inne).
Od 1991 wielokrotnie powoływany w skład rad nadzorczych różnych spółek prawa handlowego, m.in. Banku Gdańskiego, PTE Allianz Polska, Banku Pekao, PKN Orlen, Best i innych. W 2008 został prezesem Rady Giełdy Papierów Wartościowych.
W 2011 prezydent Bronisław Komorowski odznaczył go Krzyżem Kawalerskim Orderu Odrodzenia Polski. W 2001 otrzymał Złoty Krzyż Zasługi.

## Wybrane publikacje
- Bankowość wobec procesów globalizacji. Finanse, bankowość i ubezpieczenia wobec procesów globalizacji (red. nauk.), IBnGR, Gdańsk 2003
- Ekonomiczne aspekty ochrony konsumenta na integrującym się rynku kredytowym w Unii Europejskiej (red. nauk, współautor), IBnGR, Gdańsk 2010
- Liberalizacja i integracja rynku usług finansowych w Unii Europejskiej (współautor), IBnGR, Gdańsk 2003
- Możliwości kreowania lokalnych rynków finansowych przez samorządy terytorialne (red.), IBnGR, Gdańsk 2000
- Polska wobec integracji rynku finansowego w Unii Europejskiej (red. nauk.), IBnGR, Gdańsk 2006
- Restrukturyzacja finansowa przedsiębiorstw i banków w Polsce i w Szwecji. Praca zbiorowa (red.), Wyd. UG, Gdańsk 1994
- Wybrane metody taksonomii numerycznej i ich zastosowanie w badaniach ekonomicznych, Wyd. UG, Gdańsk 1988
- Zarządzanie wartością firmy w dobie kryzysu (współredaktor), Wyd. CeDeWu, Warszawa 2003
- Zewnętrzne uwarunkowania strategii rozwoju banków komercyjnych w Polsce do roku 2003 (red.), IBnGR, Gdańsk 1999